# Гусынин, Валерий Павлович
Валерий Павлович Гусынин (род. 28 декабря 1948, Щёкино, Тульская область) — украинский физик-теоретик, известный в частности трудами в области квантовой теории поля, член-корреспондент НАН Украины (2012), профессор (2000), доктор физико-математических наук (1992), лауреат государственной премии Украины в области науки и техники (2006), заведующий отделом астрофизики и элементарных частиц Института теоретической физики НАН Украины
Автор более 150 научных трудов, опубликованных преимущественно в ведущих международных изданиях, в частности таком как «Physical Review Letters». Имеет одни из самых высоких наукометрических показателей среди ученых Украины: индекс Гирша 34 в Scopus (5510 цитирований, 130 документов) и 44 в Google Scholar (8751 цитирования) (по состоянию на июнь 2016 года).

## Биография
В 1971 году окончил Киевский университет. С 1975 года работает в Институте теоретической физики НАН Украины.

## Ссылка
- ЕСУ: Гусинін Валерий Павлович